# Eleições presidenciais portuguesas de 2011 no distrito de Setúbal
| Eleições presidenciais portuguesas de 2011 Distritos: Aveiro \| Beja \| Braga \| Bragança \| Castelo Branco \| Coimbra \| Évora \| Faro \| Guarda \| Leiria \| Lisboa \| Portalegre \| Porto \| Santarém \| Setúbal \| Viana do Castelo \| Vila Real \| Viseu \| Açores \| Madeira \| Estrangeiro |

## Resultados por Concelho
Os resultados nos concelhos do Distrito de Setúbal foram os seguintes:

### Alcácer do Sal
| Candidato               | Candidato               | Votos  | %               |
| ----------------------- | ----------------------- | ------ | --------------- |
|                         | Aníbal Cavaco Silva     | 1 528  | 29,73 / 100,00  |
|                         | Francisco Lopes         | 1 527  | 29,71 / 100,00  |
|                         | Manuel Alegre           | 1 437  | 27,96 / 100,00  |
|                         | Fernando Nobre          | 472    | 9,18 / 100,00   |
|                         | José Manuel Coelho      | 127    | 2,47 / 100,00   |
|                         | Defensor Moura          | 49     | 0,95 / 100,00   |
| Votos Inválidos         | Votos Inválidos         | 220    | 4,10 / 100,00   |
| Total                   | Total                   | 5 360  | 100,00 / 100,00 |
| Eleitorado/Participação | Eleitorado/Participação | 11 781 | 45,50 / 100,00  |

| Freguesia                               | %     | %     | %     | %     | %    | %    | Votantes |
| Freguesia                               | ACS   | FL    | MA    | FN    | JMC  | DM   | Votantes |
| --------------------------------------- | ----- | ----- | ----- | ----- | ---- | ---- | -------- |
| Alcácer do Sal (Santa Maria do Castelo) | 26,94 | 29,34 | 30,91 | 9,25  | 2,40 | 1,17 | 1 532    |
| Alcácer do Sal (Santiago)               | 34,65 | 24,66 | 29,06 | 8,30  | 2,65 | 0,68 | 1 853    |
| Comporta                                | 31,39 | 24,95 | 23,28 | 15,38 | 3,12 | 1,87 | 502      |
| Santa Susana                            | 25,11 | 45,96 | 18,30 | 7,66  | 2,13 | 0,85 | 240      |
| São Martinho                            | 11,67 | 64,33 | 11,67 | 6,33  | 3,00 | 0,33 | 304      |
| Torrão                                  | 30,91 | 26,99 | 30,57 | 8,85  | 1,79 | 0,90 | 929      |
| Alcácer do Sal                          | 29,73 | 29,71 | 27,96 | 9,18  | 2,47 | 0,95 | 5 360    |

### Alcochete
| Candidato               | Candidato               | Votos  | %               |
| ----------------------- | ----------------------- | ------ | --------------- |
|                         | Aníbal Cavaco Silva     | 2 272  | 38,61 / 100,00  |
|                         | Manuel Alegre           | 1 267  | 21,53 / 100,00  |
|                         | Francisco Lopes         | 1 009  | 17,15 / 100,00  |
|                         | Fernando Nobre          | 1 003  | 17,04 / 100,00  |
|                         | José Manuel Coelho      | 261    | 4,44 / 100,00   |
|                         | Defensor Moura          | 73     | 1,24 / 100,00   |
| Votos Inválidos         | Votos Inválidos         | 475    | 7,47 / 100,00   |
| Total                   | Total                   | 6 360  | 100,00 / 100,00 |
| Eleitorado/Participação | Eleitorado/Participação | 13 053 | 48,72 / 100,00  |

| Freguesia     | %     | %     | %     | %     | %    | %    | Votantes |
| Freguesia     | ACS   | MA    | FL    | FN    | JMC  | DM   | Votantes |
| ------------- | ----- | ----- | ----- | ----- | ---- | ---- | -------- |
| Alcochete     | 39,12 | 22,02 | 16,06 | 16,97 | 4,63 | 1,21 | 4 306    |
| Samouco       | 33,83 | 19,13 | 23,56 | 18,14 | 4,02 | 1,31 | 1 314    |
| São Francisco | 44,12 | 22,93 | 12,05 | 15,53 | 4,06 | 1,31 | 740      |
| Alcochete     | 38,61 | 21,53 | 17,15 | 17,04 | 4,44 | 1,24 | 6 360    |

### Almada
| Candidato               | Candidato               | Votos   | %               |
| ----------------------- | ----------------------- | ------- | --------------- |
|                         | Aníbal Cavaco Silva     | 24 826  | 39,05 / 100,00  |
|                         | Manuel Alegre           | 14 601  | 22,97 / 100,00  |
|                         | Fernando Nobre          | 11 526  | 18,13 / 100,00  |
|                         | Francisco Lopes         | 9 613   | 15,12 / 100,00  |
|                         | José Manuel Coelho      | 2 144   | 3,37 / 100,00   |
|                         | Defensor Moura          | 869     | 1,37 / 100,00   |
| Votos Inválidos         | Votos Inválidos         | 4 655   | 6,82 / 100,00   |
| Total                   | Total                   | 68 234  | 100,00 / 100,00 |
| Eleitorado/Participação | Eleitorado/Participação | 147 934 | 46,12 / 100,00  |

| Freguesia            | %     | %     | %     | %     | %    | %    | Votantes |
| Freguesia            | ACS   | MA    | FN    | FL    | JMC  | DM   | Votantes |
| -------------------- | ----- | ----- | ----- | ----- | ---- | ---- | -------- |
| Almada               | 38,31 | 23,07 | 17,69 | 17,07 | 2,69 | 1,17 | 8 447    |
| Cacilhas             | 47,49 | 4,57  | 22,87 | 18,46 | 4,57 | 2,02 | 2 675    |
| Caparica             | 37,63 | 23,75 | 16,56 | 16,69 | 4,13 | 1,26 | 6 661    |
| Charneca de Caparica | 42,73 | 22,11 | 19,52 | 10,29 | 3,90 | 1,45 | 10 503   |
| Costa de Caparica    | 48,24 | 21,18 | 16,99 | 9,40  | 2,85 | 1,35 | 4 925    |
| Cova da Piedade      | 35,36 | 25,80 | 17,87 | 16,68 | 3,00 | 1,28 | 9 363    |
| Feijó                | 35,46 | 23,70 | 19,26 | 16,83 | 3,29 | 1,46 | 7 477    |
| Laranjeiro           | 35,55 | 27,38 | 16,06 | 16,53 | 3,10 | 1,38 | 7 800    |
| Pragal               | 37,79 | 21,80 | 20,22 | 16,07 | 2,93 | 1,19 | 3 103    |
| Sobreda              | 40,27 | 21,94 | 18,62 | 13,65 | 3,97 | 1,55 | 5 141    |
| Trafaria             | 37,09 | 24,18 | 15,39 | 19,27 | 2,98 | 1,09 | 2 139    |
| Almada               | 39,05 | 22,97 | 18,13 | 15,12 | 3,37 | 1,37 | 68 234   |

### Barreiro
| Candidato               | Candidato               | Votos  | %               |
| ----------------------- | ----------------------- | ------ | --------------- |
|                         | Aníbal Cavaco Silva     | 9 226  | 28,27 / 100,00  |
|                         | Francisco Lopes         | 8 410  | 25,77 / 100,00  |
|                         | Manuel Alegre           | 8 299  | 25,43 / 100,00  |
|                         | Fernando Nobre          | 5 184  | 15,89 / 100,00  |
|                         | José Manuel Coelho      | 1 074  | 3,29 / 100,00   |
|                         | Defensor Moura          | 438    | 1,34 / 100,00   |
| Votos Inválidos         | Votos Inválidos         | 2 189  | 6,29 / 100,00   |
| Total                   | Total                   | 34 820 | 100,00 / 100,00 |
| Eleitorado/Participação | Eleitorado/Participação | 71 308 | 48,83 / 100,00  |

| Freguesia                 | %     | %     | %     | %     | %    | %    | Votantes |
| Freguesia                 | ACS   | FL    | MA    | FN    | JMC  | DM   | Votantes |
| ------------------------- | ----- | ----- | ----- | ----- | ---- | ---- | -------- |
| Alto do Seixalinho        | 26,89 | 27,68 | 26,57 | 14,75 | 2,95 | 1,16 | 8 626    |
| Barreiro                  | 29,15 | 27,27 | 22,89 | 15,90 | 3,33 | 1,47 | 3 893    |
| Coina                     | 29,74 | 27,48 | 24,34 | 13,80 | 3,51 | 1,13 | 843      |
| Lavradio                  | 25,69 | 25,75 | 27,23 | 16,20 | 3,78 | 1,35 | 5 863    |
| Palhais                   | 30,89 | 31,16 | 18,91 | 13,45 | 4,53 | 1,07 | 807      |
| Santo André               | 28,70 | 25,89 | 24,58 | 15,90 | 3,52 | 1,41 | 5 367    |
| Santo António da Charneca | 33,01 | 20,85 | 22,93 | 18,08 | 3,27 | 1,86 | 4 469    |
| Verderena                 | 27,65 | 24,46 | 27,72 | 16,25 | 2,83 | 1,09 | 4 952    |
| Barreiro                  | 28,27 | 25,77 | 25,43 | 15,89 | 3,29 | 1,34 | 34 820   |

### Grândola
| Candidato               | Candidato               | Votos  | %               |
| ----------------------- | ----------------------- | ------ | --------------- |
|                         | Aníbal Cavaco Silva     | 1 996  | 33,98 / 100,00  |
|                         | Francisco Lopes         | 1 564  | 26,63 / 100,00  |
|                         | Manuel Alegre           | 1 559  | 26,54 / 100,00  |
|                         | Fernando Nobre          | 522    | 8,89 / 100,00   |
|                         | José Manuel Coelho      | 152    | 2,59 / 100,00   |
|                         | Defensor Moura          | 81     | 1,38 / 100,00   |
| Votos Inválidos         | Votos Inválidos         | 278    | 4,51 / 100,00   |
| Total                   | Total                   | 6 152  | 100,00 / 100,00 |
| Eleitorado/Participação | Eleitorado/Participação | 12 567 | 48,95 / 100,00  |

| Freguesia                                  | %     | %     | %     | %    | %    | %    | Votantes |
| Freguesia                                  | ACS   | FL    | MA    | FN   | JMC  | DM   | Votantes |
| ------------------------------------------ | ----- | ----- | ----- | ---- | ---- | ---- | -------- |
| Azinheira dos Barros e São Mamede do Sádão | 34,91 | 29,56 | 26,10 | 6,29 | 2,20 | 0,94 | 335      |
| Carvalhal                                  | 29,29 | 26,43 | 29,76 | 7,86 | 4,29 | 2,38 | 443      |
| Grândola                                   | 32,63 | 27,88 | 26,13 | 9,58 | 2,46 | 1,33 | 4 550    |
| Melides                                    | 43,44 | 18,19 | 27,64 | 6,77 | 2,68 | 1,27 | 747      |
| Santa Margarida da Serra                   | 45,83 | 22,22 | 23,61 | 5,56 | 1,39 | 1,39 | 77       |
| Grândola                                   | 33,98 | 26,63 | 26,54 | 8,89 | 2,59 | 1,38 | 6 152    |

### Moita
| Candidato               | Candidato               | Votos  | %               |
| ----------------------- | ----------------------- | ------ | --------------- |
|                         | Aníbal Cavaco Silva     | 7 140  | 29,03 / 100,00  |
|                         | Francisco Lopes         | 6 451  | 26,23 / 100,00  |
|                         | Manuel Alegre           | 5 943  | 24,16 / 100,00  |
|                         | Fernando Nobre          | 3 765  | 15,31 / 100,00  |
|                         | José Manuel Coelho      | 928    | 3,77 / 100,00   |
|                         | Defensor Moura          | 367    | 1,49 / 100,00   |
| Votos Inválidos         | Votos Inválidos         | 1 622  | 6,18 / 100,00   |
| Total                   | Total                   | 26 216 | 100,00 / 100,00 |
| Eleitorado/Participação | Eleitorado/Participação | 59 114 | 44,35 / 100,00  |

| Freguesia         | %     | %     | %     | %     | %    | %    | Votantes |
| Freguesia         | ACS   | FL    | MA    | FN    | JMC  | DM   | Votantes |
| ----------------- | ----- | ----- | ----- | ----- | ---- | ---- | -------- |
| Alhos Vedros      | 27,89 | 24,89 | 25,30 | 16,25 | 3,93 | 1,74 | 5 873    |
| Baixa da Banheira | 22,53 | 32,70 | 26,48 | 13,92 | 3,26 | 1,13 | 8 859    |
| Gaio-Rosário      | 21,16 | 33,13 | 22,36 | 14,37 | 7,19 | 1,80 | 530      |
| Moita             | 30,76 | 22,56 | 22,89 | 17,76 | 4,48 | 1,55 | 7 190    |
| Sarilhos Pequenos | 14,64 | 39,92 | 30,61 | 10,84 | 3,99 | 0    | 557      |
| Vale da Amoreira  | 48,95 | 15,43 | 17,76 | 12,96 | 2,76 | 2,14 | 3 207    |
| Moita             | 29,03 | 26,23 | 24,16 | 15,31 | 3,77 | 1,49 | 26 216   |

### Montijo
| Candidato               | Candidato               | Votos  | %               |
| ----------------------- | ----------------------- | ------ | --------------- |
|                         | Aníbal Cavaco Silva     | 6 617  | 43,16 / 100,00  |
|                         | Manuel Alegre           | 3 326  | 21,69 / 100,00  |
|                         | Fernando Nobre          | 2 514  | 16,40 / 100,00  |
|                         | Francisco Lopes         | 2 069  | 13,49 / 100,00  |
|                         | José Manuel Coelho      | 606    | 3,95 / 100,00   |
|                         | Defensor Moura          | 200    | 1,30 / 100,00   |
| Votos Inválidos         | Votos Inválidos         | 1 032  | 6,31 / 100,00   |
| Total                   | Total                   | 16 364 | 100,00 / 100,00 |
| Eleitorado/Participação | Eleitorado/Participação | 39 285 | 41,65 / 100,00  |

| Freguesia                 | %     | %     | %     | %     | %    | %    | Votantes |
| Freguesia                 | ACS   | MA    | FN    | FL    | JMC  | DM   | Votantes |
| ------------------------- | ----- | ----- | ----- | ----- | ---- | ---- | -------- |
| Afonsoeiro                | 40,75 | 22,68 | 16,82 | 13,76 | 4,97 | 1,02 | 1 796    |
| Alto Estanqueiro - Jardia | 39,01 | 25,30 | 13,00 | 15,96 | 5,08 | 1,65 | 892      |
| Atalaia                   | 42,34 | 27,33 | 13,36 | 10,21 | 4,20 | 2,55 | 715      |
| Canha                     | 47,29 | 29,32 | 9,77  | 10,30 | 2,27 | 1,05 | 593      |
| Montijo                   | 44,02 | 21,30 | 17,60 | 12,12 | 3,72 | 1,25 | 9 727    |
| Pegões                    | 54,28 | 15,37 | 14,99 | 10,66 | 3,47 | 1,24 | 839      |
| Santo Isidro de Pegões    | 52,72 | 17,82 | 14,07 | 11,07 | 2,81 | 1,50 | 565      |
| Sarilhos Grandes          | 29,39 | 19,93 | 15,93 | 28,45 | 5,03 | 1,28 | 1 237    |
| Montijo                   | 43,16 | 21,69 | 16,40 | 13,49 | 3,95 | 1,30 | 16 364   |

### Palmela
| Candidato               | Candidato               | Votos  | %               |
| ----------------------- | ----------------------- | ------ | --------------- |
|                         | Aníbal Cavaco Silva     | 7 465  | 37,60 / 100,00  |
|                         | Manuel Alegre           | 4 518  | 22,76 / 100,00  |
|                         | Fernando Nobre          | 3 482  | 17,54 / 100,00  |
|                         | Francisco Lopes         | 3 323  | 16,74 / 100,00  |
|                         | José Manuel Coelho      | 758    | 3,82 / 100,00   |
|                         | Defensor Moura          | 306    | 1,54 / 100,00   |
| Votos Inválidos         | Votos Inválidos         | 1 369  | 6,45 / 100,00   |
| Total                   | Total                   | 21 221 | 100,00 / 100,00 |
| Eleitorado/Participação | Eleitorado/Participação | 48 718 | 43,56 / 100,00  |

| Freguesia      | %     | %     | %     | %     | %    | %    | Votantes |
| Freguesia      | ACS   | MA    | FN    | FL    | JMC  | DM   | Votantes |
| -------------- | ----- | ----- | ----- | ----- | ---- | ---- | -------- |
| Marateca       | 48,32 | 20,65 | 10,47 | 16,82 | 2,43 | 1,31 | 1 106    |
| Palmela        | 39,98 | 22,73 | 19,68 | 13,12 | 3,30 | 1,19 | 6 235    |
| Pinhal Novo    | 31,56 | 24,23 | 18,06 | 19,96 | 4,54 | 1,65 | 8 526    |
| Poceirão       | 49,44 | 18,07 | 9,93  | 17,77 | 2,91 | 1,87 | 1 392    |
| Quinta do Anjo | 39,32 | 21,98 | 17,83 | 15,22 | 3,83 | 1,82 | 3 962    |
| Palmela        | 37,60 | 22,76 | 17,54 | 16,74 | 3,82 | 1,54 | 21 221   |

### Santiago do Cacém
| Candidato               | Candidato               | Votos  | %               |
| ----------------------- | ----------------------- | ------ | --------------- |
|                         | Aníbal Cavaco Silva     | 4 198  | 37,61 / 100,00  |
|                         | Francisco Lopes         | 2 594  | 23,24 / 100,00  |
|                         | Manuel Alegre           | 2 518  | 22,56 / 100,00  |
|                         | Fernando Nobre          | 1 377  | 12,34 / 100,00  |
|                         | José Manuel Coelho      | 340    | 3,05 / 100,00   |
|                         | Defensor Moura          | 136    | 1,22 / 100,00   |
| Votos Inválidos         | Votos Inválidos         | 835    | 6,96 / 100,00   |
| Total                   | Total                   | 11 998 | 100,00 / 100,00 |
| Eleitorado/Participação | Eleitorado/Participação | 26 016 | 46,12 / 100,00  |

| Freguesia               | %     | %     | %     | %     | %    | %    | Votantes |
| Freguesia               | ACS   | FL    | MA    | FN    | JMC  | DM   | Votantes |
| ----------------------- | ----- | ----- | ----- | ----- | ---- | ---- | -------- |
| Abela                   | 31,56 | 37,26 | 21,86 | 6,27  | 2,47 | 0,57 | 562      |
| Alvalade                | 34,84 | 40,47 | 15,90 | 6,43  | 1,58 | 0,79 | 917      |
| Cercal do Alentejo      | 31,35 | 28,84 | 24,73 | 10,43 | 3,27 | 1,37 | 1 385    |
| Ermidas-Sado            | 32,66 | 27,03 | 27,75 | 8,73  | 2,99 | 0,84 | 885      |
| Santa Cruz              | 36,78 | 20,11 | 23,56 | 13,22 | 4,02 | 2,30 | 186      |
| Santiago do Cacém       | 39,51 | 19,76 | 23,08 | 13,38 | 3,01 | 1,25 | 2 756    |
| Santo André             | 42,32 | 13,33 | 22,11 | 17,14 | 3,59 | 1,51 | 4 092    |
| São Bartolomeu da Serra | 28,74 | 43,68 | 14,94 | 6,90  | 5,17 | 0,57 | 184      |
| São Domingos            | 25,31 | 44,36 | 22,81 | 3,26  | 2,76 | 1,50 | 413      |
| São Francisco da Serra  | 50,00 | 20,11 | 21,23 | 7,26  | 1,40 | 0    | 373      |
| Vale de Água            | 28,21 | 32,05 | 26,50 | 11,11 | 1,28 | 0,85 | 245      |
| Santiago do Cacém       | 37,61 | 23,24 | 22,56 | 12,34 | 3,05 | 1,22 | 11 998   |

### Seixal
| Candidato               | Candidato               | Votos   | %               |
| ----------------------- | ----------------------- | ------- | --------------- |
|                         | Aníbal Cavaco Silva     | 20 225  | 36,77 / 100,00  |
|                         | Manuel Alegre           | 12 787  | 23,25 / 100,00  |
|                         | Fernando Nobre          | 9 919   | 18,03 / 100,00  |
|                         | Francisco Lopes         | 9 328   | 16,96 / 100,00  |
|                         | José Manuel Coelho      | 1 941   | 3,53 / 100,00   |
|                         | Defensor Moura          | 805     | 1,46 / 100,00   |
| Votos Inválidos         | Votos Inválidos         | 4 372   | 7,37 / 100,00   |
| Total                   | Total                   | 59 377  | 100,00 / 100,00 |
| Eleitorado/Participação | Eleitorado/Participação | 128 339 | 46,27 / 100,00  |

| Freguesia            | %     | %     | %     | %     | %    | %    | Votantes |
| Freguesia            | ACS   | MA    | FN    | FL    | JMC  | DM   | Votantes |
| -------------------- | ----- | ----- | ----- | ----- | ---- | ---- | -------- |
| Aldeia de Paio Pires | 29,74 | 22,61 | 16,62 | 25,49 | 4,03 | 1,51 | 4 503    |
| Amora                | 37,89 | 24,24 | 17,01 | 16,22 | 3,37 | 1,28 | 18 368   |
| Arrentela            | 32,57 | 22,30 | 17,10 | 22,68 | 3,75 | 1,61 | 10 505   |
| Corroios             | 38,64 | 23,13 | 20,20 | 13,08 | 3,39 | 1,57 | 18 405   |
| Fernão Ferro         | 42,06 | 22,58 | 17,99 | 12,07 | 3,78 | 1,52 | 6 307    |
| Seixal               | 27,11 | 24,02 | 14,60 | 30,28 | 3,09 | 0,92 | 1 289    |
| Seixal               | 36,77 | 23,25 | 18,03 | 16,96 | 3,53 | 1,46 | 59 377   |

### Sesimbra
| Candidato               | Candidato               | Votos  | %               |
| ----------------------- | ----------------------- | ------ | --------------- |
|                         | Aníbal Cavaco Silva     | 6 303  | 39,39 / 100,00  |
|                         | Manuel Alegre           | 3 635  | 22,72 / 100,00  |
|                         | Fernando Nobre          | 2 923  | 18,27 / 100,00  |
|                         | Francisco Lopes         | 2 197  | 13,73 / 100,00  |
|                         | José Manuel Coelho      | 697    | 4,36 / 100,00   |
|                         | Defensor Moura          | 245    | 1,53 / 100,00   |
| Votos Inválidos         | Votos Inválidos         | 1 251  | 7,25 / 100,00   |
| Total                   | Total                   | 17 251 | 100,00 / 100,00 |
| Eleitorado/Participação | Eleitorado/Participação | 39 226 | 43,98 / 100,00  |

| Freguesia           | %     | %     | %     | %     | %    | %    | Votantes |
| Freguesia           | ACS   | MA    | FN    | FL    | JMC  | DM   | Votantes |
| ------------------- | ----- | ----- | ----- | ----- | ---- | ---- | -------- |
| Quinta do Conde     | 39,31 | 22,49 | 18,14 | 14,58 | 4,10 | 1,39 | 8 048    |
| Sesimbra (Castelo)  | 40,55 | 22,81 | 19,04 | 11,46 | 4,39 | 1,76 | 6 839    |
| Sesimbra (Santiago) | 36,40 | 23,24 | 16,53 | 17,34 | 5,14 | 1,35 | 2 364    |
| Sesimbra            | 39,39 | 22,72 | 18,27 | 13,73 | 4,36 | 1,53 | 17 251   |

### Setúbal
| Candidato               | Candidato               | Votos   | %               |
| ----------------------- | ----------------------- | ------- | --------------- |
|                         | Aníbal Cavaco Silva     | 16 493  | 40,50 / 100,00  |
|                         | Manuel Alegre           | 9 415   | 23,12 / 100,00  |
|                         | Fernando Nobre          | 7 377   | 18,11 / 100,00  |
|                         | Francisco Lopes         | 5 560   | 13,65 / 100,00  |
|                         | José Manuel Coelho      | 1 362   | 3,34 / 100,00   |
|                         | Defensor Moura          | 518     | 1,27 / 100,00   |
| Votos Inválidos         | Votos Inválidos         | 2 706   | 6,23 / 100,00   |
| Total                   | Total                   | 43 431  | 100,00 / 100,00 |
| Eleitorado/Participação | Eleitorado/Participação | 101 358 | 42,85 / 100,00  |

| Freguesia                            | %     | %     | %     | %     | %    | %    | Votantes |
| Freguesia                            | ACS   | MA    | FN    | FL    | JMC  | DM   | Votantes |
| ------------------------------------ | ----- | ----- | ----- | ----- | ---- | ---- | -------- |
| Gâmbia - Pontes - Alto da Guerra     | 35,43 | 20,45 | 15,37 | 24,16 | 3,21 | 1,38 | 1 911    |
| Sado                                 | 25,77 | 29,21 | 28,23 | 12,15 | 3,44 | 1,21 | 2 358    |
| São Lourenço                         | 42,66 | 20,83 | 20,55 | 10,96 | 3,67 | 1,32 | 4 276    |
| São Simão                            | 41,32 | 23,48 | 19,10 | 12,33 | 2,84 | 0,93 | 2 629    |
| Setúbal - Nossa Senhora da Anunciada | 41,34 | 24,57 | 17,77 | 11,70 | 3,12 | 1,50 | 5 520    |
| Setúbal - Santa Maria da Graça       | 44,76 | 22,12 | 18,37 | 10,72 | 2,74 | 1,29 | 3 119    |
| Setúbal - São Julião                 | 49,43 | 19,23 | 18,98 | 8,12  | 3,06 | 1,18 | 7 241    |
| Setúbal - São Sebastião              | 37,53 | 24,49 | 18,20 | 14,85 | 3,66 | 1,27 | 16 377   |
| Setúbal                              | 40,50 | 23,12 | 18,11 | 13,65 | 3,34 | 1,27 | 43 431   |

### Sines
| Candidato               | Candidato               | Votos  | %               |
| ----------------------- | ----------------------- | ------ | --------------- |
|                         | Aníbal Cavaco Silva     | 1 511  | 34,02 / 100,00  |
|                         | Manuel Alegre           | 1 175  | 26,46 / 100,00  |
|                         | Francisco Lopes         | 827    | 18,62 / 100,00  |
|                         | Fernando Nobre          | 698    | 15,72 / 100,00  |
|                         | José Manuel Coelho      | 170    | 3,83 / 100,00   |
|                         | Defensor Moura          | 60     | 1,35 / 100,00   |
| Votos Inválidos         | Votos Inválidos         | 348    | 7,26 / 100,00   |
| Total                   | Total                   | 4 789  | 100,00 / 100,00 |
| Eleitorado/Participação | Eleitorado/Participação | 11 613 | 41,24 / 100,00  |

| Freguesia  | %     | %     | %     | %     | %    | %    | Votantes |
| Freguesia  | ACS   | MA    | FL    | FN    | JMC  | DM   | Votantes |
| ---------- | ----- | ----- | ----- | ----- | ---- | ---- | -------- |
| Porto Covo | 41,15 | 27,75 | 13,64 | 12,44 | 4,07 | 0,96 | 438      |
| Sines      | 33,28 | 26,32 | 19,14 | 16,06 | 3,80 | 1,39 | 4 351    |
| Sines      | 34,02 | 26,46 | 18,62 | 15,72 | 3,83 | 1,35 | 4 789    |